# Ludwig Franz Benedict Biermann
Ludwig Franz Benedict Biermann, nemški astronom, * 13. marec 1907, Hamm, Nemčija, † 12. januar 1986, München, Nemčija.
Biermann je pomembno prispeval k astrofiziki in plazemski fiziki. Odkril je Biermannovo baterijo. Napovedal je obstoj Sončevega vetra.